# Apotheekmuseum (Maaseik)

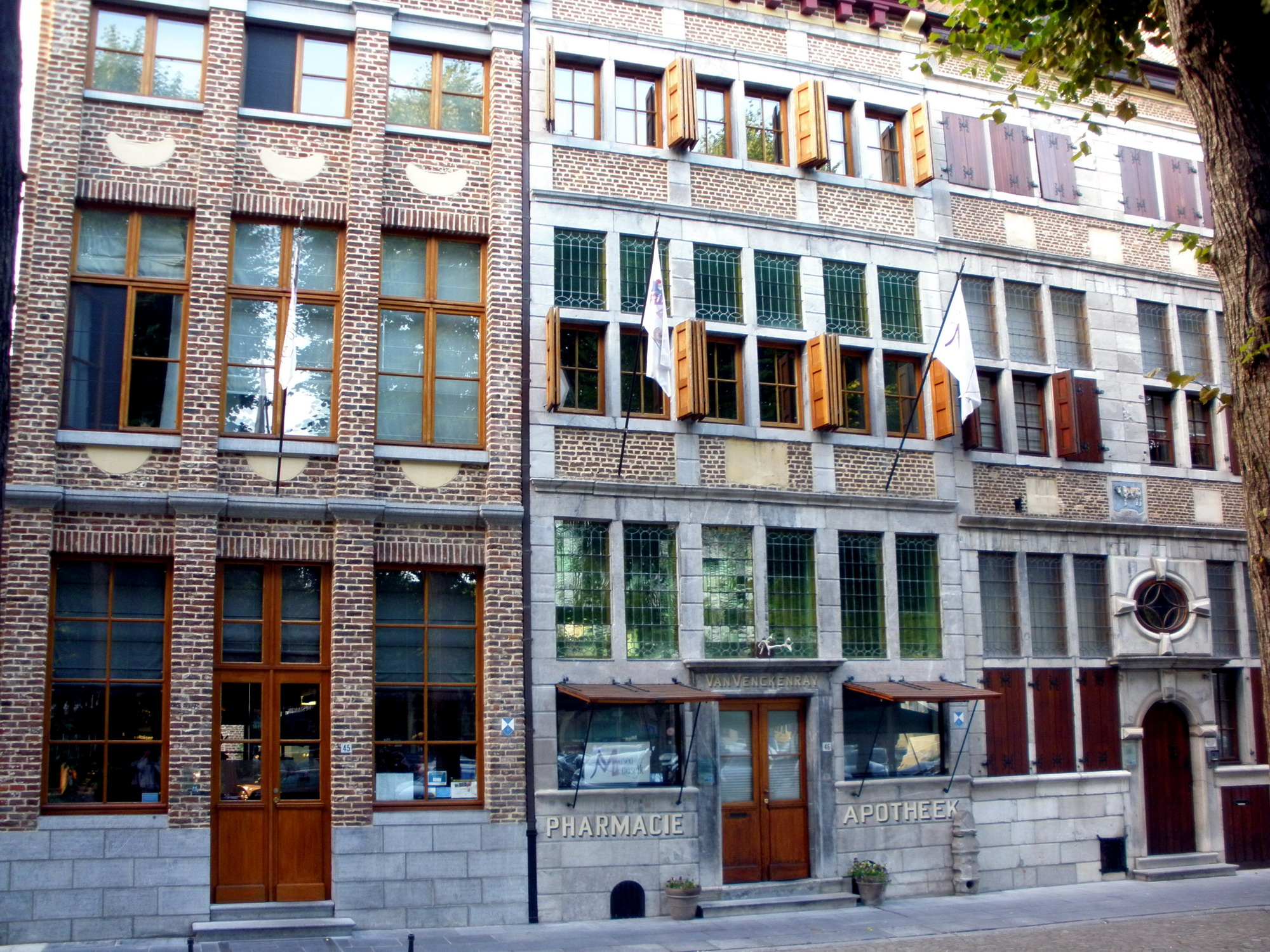
Links de ingang, midden het Apotheekmuseum

Het Apotheekmuseum is een museum aan de Markt te Maaseik in de Belgische provincie Limburg. Het is een van de drie stedelijke musea van de stad Maaseik.

## Geschiedenis
Het huis waarin het museum is gevestigd draagt de naam 'Den Blauwen Leeuw'. Het werd gebouwd in 1695,en het huisvestte tussen 1702 en 1959 zes generaties apothekers. Daarna kwam het pand, met de complete inventaris, in bezit van de stad Maaseik. Het werd in 1964 onderbracht bij het Regionaal Archeologisch Museum en opengesteld voor het publiek.
Het museum toont de geschiedenis van de geneeskunst en het apothekerswezen. Er zijn uitstalkasten met tal van potten en flessen in hout, aardewerk en tin, vanaf de 16e tot de 19e eeuw, een gifkast uit 1803, vijzels en diverse andere apothekersgereedschappen. In 2011 werd, door een schenking, een verzameling van 1200 apothekersinstrumenten verworven die afkomstig zijn uit een voormalige apotheek te Valkenswaard. Naast voorwerpen zijn er ook boeken, waarin de apotheker zijn voorraden vergiften moest bijhouden.
Aan de hand van pollenanalyse van onder meer de inhoud van de beerput van de apotheek, kon worden gereconstrueerd welke kruiden er zoal in de apotheek en in de keuken werden gebruikt en aan de hand daarvan werd een kruidentuin aangelegd.
In 2005 stortte de zijmuur van een naburig pand in. Het museum moest ontruimd worden en de reeds in voorbereiding zijnde plannen tot restauratie van gebouw en apotheek werden uitgevoerd van 2010-2012, waarna het museum weer opengesteld werd. Het 20e-eeuwse meubilair van de apotheek werd bij die gelegenheid vervangen naar de toestand zoals die in de 18e eeuw geweest moet zijn.